# یانوش فرنتسی
یانوش فرنتسی (انگلیسی: János Ferenczi؛ زادهٔ ۳ آوریل ۱۹۹۱) بازیکن فوتبال اهل مجارستان است.
از باشگاه‌هایی که در آن بازی کرده‌است می‌توان به باشگاه فوتبال دبرتسنی اشاره کرد.
وی همچنین در تیم ملی فوتبال مجارستان بازی کرده‌است.